# Reichstagsbrandverordnung

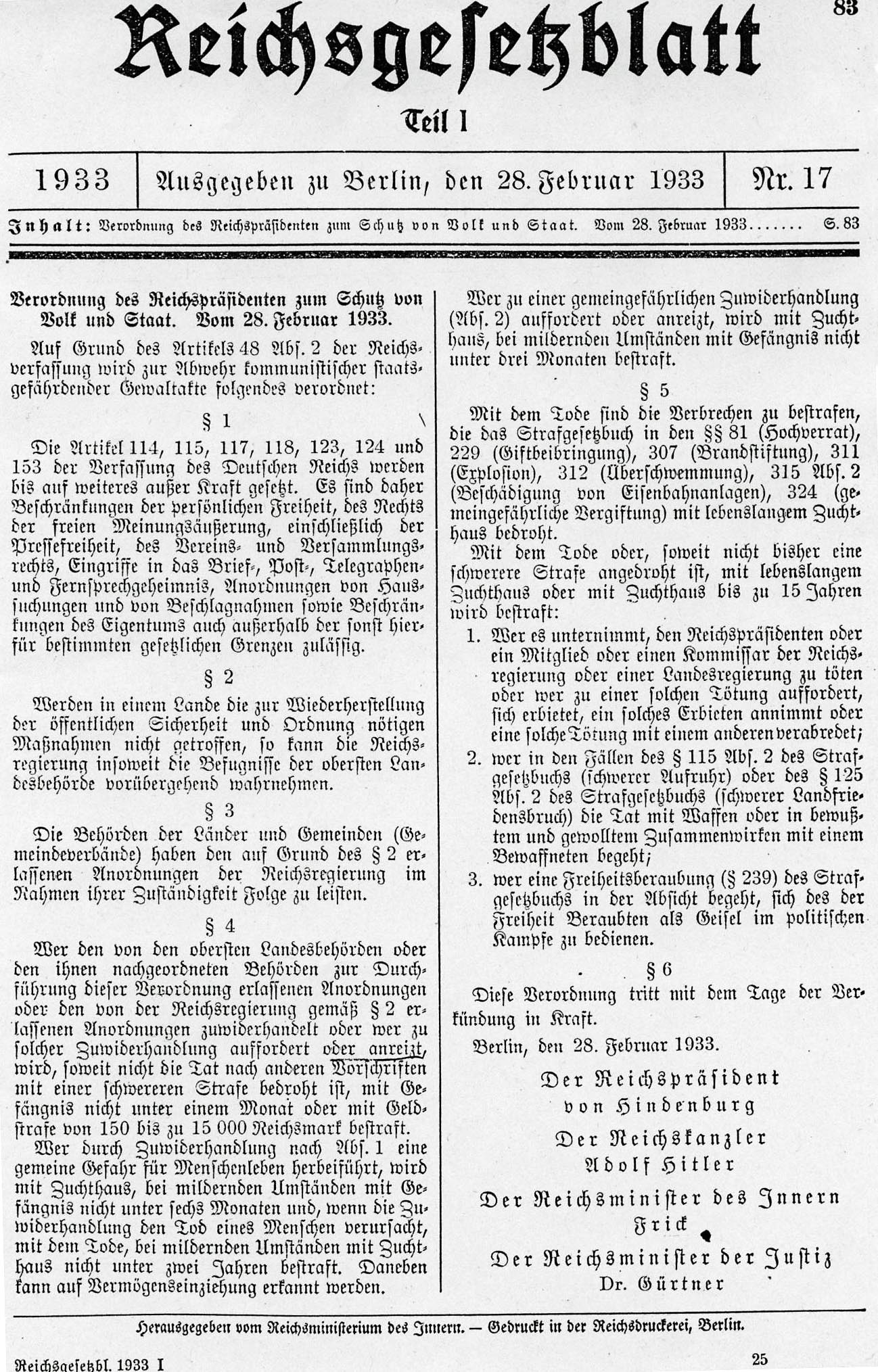

La Reichstagsbrandverordnung (décret de l'incendie du Reichstag), ou, sous sa dénomination officielle la Verordnung des Reichspräsidenten zum Schutz von Volk und Staat vom 28. Februar 1933 (décret du président du Reich du 28 février 1933 pour la protection du peuple et de l'État), est un décret pris, à l'instigation d'Adolf Hitler, par le président du Reich (période dite de la République de Weimar), Paul von Hindenburg, à la suite de l'incendie du Reichstag du 27 février. Il annule l'essentiel des libertés civiles et politiques établies par la Constitution et est la première disposition législative qui ouvre la voie à la Gleichschaltung (la « mise au pas » du pays), l'établissement du pouvoir total des nazis, notamment au travers de l'élimination de leurs opposants réels ou potentiels.

## Contexte

### Accession des nazis au pouvoir
Adolf Hitler est nommé chancelier du Reich par le président du Reich Paul von Hindenburg le 30 janvier 1933, soit quatre semaines avant l'incendie du Reichstag. Hitler et son gouvernement exhortent Hindenburg à dissoudre le Reichstag et organiser des élections pour le 5 mars.

### Incendie du Reichstag
Le soir du 27 février, six jours avant les élections parlementaires, un incendie se déclare dans les salles du palais du Reichstag. Les circonstances exactes de l'incendie restent inexpliquées, mais Hitler et ses partisans en tirent aussitôt parti pour en faire l'outil de la consolidation de leur pouvoir. Dès le 28 février, Hitler présente l'incendie comme le signal d'une « insurrection communiste » (Déclaration d'Hitler au vice-chancelier von Papen, le 28 février 1933), ce qui plonge des millions d'Allemands dans la peur d'une révolution rouge. Le rapport officiel, clairement mensonger, mentionne que « l'incendie du Reichstag était prévu comme le signal d'une sanglante insurrection et d'une guerre civile. Le pillage à grande échelle de Berlin était planifié. […] Il a pu être déterminé que […] à travers toute l'Allemagne, des actes de terrorisme auraient commencé contre les individus notables, la propriété privée, les vies et la sécurité de la population pacifique, et que la guerre civile devait faire rage. ».
Le décret fut improvisé le 28 février, lendemain de l'incendie, après négociations avec le ministre prussien de l'Intérieur, Hermann Göring, et fut présenté au Gouvernement du Reich. Dans les discussions qui suivirent, Hitler déclara que l'incendie en faisait dès lors une affaire de « confrontation brutale avec le KPD »  (le parti communiste allemand), et peu après, le président Hindenburg signa le décret.

## Dispositif du décret

### Base juridique
Le décret invoquait l'article 48 de la Constitution, selon lequel le président était libre de prendre toute mesure appropriée pour sauvegarder la sécurité publique.

### Contenu
Il comprenait six articles :
- L’article 1 suspendait la plupart des libertés civiles garanties par la Constitution de la république de Weimar – liberté des personnes, liberté d'expression, liberté de la presse, droit à l'association et aux réunions publiques, confidentialité des communications par poste et téléphone, protection du domicile et des propriétés.
- Les articles 2 et 3 transmettaient au Gouvernement du Reich certaines prérogatives normalement dévolues aux Länder.
- Les articles 4 et 5 établissaient des peines très lourdes pour certains délits particuliers, notamment la peine de mort pour l'incendie de bâtiments publics.
- L’article 6 disposait que le décret prenait effet le jour de sa proclamation.

## Conséquences
Le décret ne fut accompagné d'aucune circulaire d'application par le gouvernement. Cette omission permettait la plus grande liberté d'interprétation, notamment pour Göring, qui était ministre de l'Intérieur de Prusse, et donc à la tête de la plus grande force de police d'Allemagne. Les Länder qui n'étaient pas encore sous le contrôle des nazis se limitèrent généralement à interdire la presse communiste, les manifestations et les réunions communistes, et à arrêter les principaux dirigeants du Parti communiste d'Allemagne (KPD). En Prusse, en revanche, les arrestations sommaires des membres du KPD étaient monnaie courante ; des milliers de personnes furent arrêtées dans les jours qui suivirent l'incendie, et le nombre total d'arrestations sur la base du décret, en deux semaines, avoisine les dix mille.
Parmi les communistes arrêtés figurait le président du KPD Ernst Thälmann. Certains membres fondateurs du KPD, tels Wilhelm Pieck et Walter Ulbricht, parvinrent à s'exiler et deviendront après la guerre des figures importantes de la République démocratique allemande.
Göring publia une directive pour la police prussienne le 3 mars 1933 selon laquelle, en plus des droits constitutionnels supprimés par le décret, « toutes les autres restrictions sur les actions de la police imposée par les lois du Reich et du Land » étaient abolies « pour autant que cela soit nécessaire […] pour atteindre l'objectif du décret ». Göring ajouta que « dans l'esprit des buts et objectifs du décret, les mesures supplémentaires […] viseront les communistes dans un premier temps, mais aussi ceux qui collaborent avec les communistes et leurs buts criminels. […] Je voudrais préciser que toutes mesures nécessaires à l'encontre des membres ou des établissements autres que ceux des partis communistes, anarchistes ou sociaux-démocrates ne se justifient au sens de ce décret […] que si elles servent à se défendre contre les activités communistes au sens le plus large. »
Moins de trois semaines après la proclamation du décret, Hitler resserra son emprise sur l'Allemagne en faisant adopter la loi des pleins pouvoirs du 24 mars 1933 (Gesetz zur Behebung der Not von Volk und Reich vom 24. März 1933), qui donnait à son gouvernement le pouvoir légal de décréter les lois sans en référer au Reichstag. Ainsi, la Reichstagsbrandverordnung fut l'une des étapes clés de la Gleichschaltung (la "mise au pas" du pays) par lesquelles les nazis détruisaient la séparation des pouvoirs et établissaient officiellement une dictature de parti unique.
Le décret resta en vigueur jusqu'en 1945 et ne fut abrogé que par les Alliés après la capitulation allemande.